# Чалая, Татьяна Валерьевна
Татьяна Валерьевна Чалая (род. 10 апреля 1976 года) — российская спортсменка (бокс, кикбоксинг), заслуженный мастер спорта по кикбоксингу (2000) и боксу (2003)

## Карьера
Татьяна Чалая — одна из наиболее титулованных российских кикбоксерок, призёр (1995, 1999) и победитель (1997) чемпионатов мира, чемпионка Европы (1998). Одиннадцатикратная чемпионка России по кикбоксингу в разделе фулл-контакт. В кикбоксинге (на любительском ринге) провела 85 боев, из них в 84 одержала победу (в 57 боях нокаутом).
На I Международном турнира по женскому боксу (1997) победила в весовой категории до 60 кг, двукратная обладательница Кубка Европы (1999, 2000). Серебряный призёр первого чемпионата мира по боксу среди женщин (2001). Чемпионка мира (2005), бронзовый призёр (2006) чемпионата мира. Двукратная (2001, 2003) чемпионка Европы. Чемпионка России (1999).

## Вне спорта
Имеет высшее экономическое образование. Генеральный директор ООО «Альфаком» (г. Ставрополь).
Член КПРФ, секретарь комитета Ставропольского краевого отделения.